# Иригарей, Люс
Люс Иригарей или Иригаре (фр. Luce Irigaray, род. 3 мая 1930, Берниссар, Бельгия) — французский философ и психоаналитик, занимается феминистской ревизией социальной теории.

## Биография
Училась в Католическом университете Лёвена, работала школьной учительницей в Брюсселе, в начале 60-х переехала во Францию. В 1968 году защитила диссертацию по лингвистике. Преподавала в Университете Париж-VIII, участвовала в семинарах Жака Лакана. В настоящее время — одна из директрис Национального центра научных исследований в Париже (CNRS).
В 2004—2006 была приглашенным профессором в Ноттингемском университете. Также преподавала в Университете Эразма в Роттердаме, в Ливерпульском университете.

## Труды
Автор более 20 книг по философии и психоанализу, многие из них посвящены феминистской критике традиционной философии и её языка. 
- Le Langage des déments (Mouton / De Gruyter, 1973.
- Speculum. De l’autre femme (Éditions de Minuit, 1974).
- Ce sexe qui n’en est pas un (Éditions de Minuit, 1977).
- Et l’une ne bouge pas sans l’autre (Éditions de Minuit, 1979).
- Amante marine de Friedrich Nietzsche (Éditions de Minuit, 1980).
- Le Corps-à-corps avec la mère (La Pleine lune, 1981).
- Passions élémentaires (Éditions de Minuit, 1982).
- L’Oubli de l’air — chez Martin Heidegger (Éditions de Minuit, 1983).
- La Croyance même (Éditions Galilée, 1983).
- Éthique de la différence sexuelle (Éditions de Minuit, 1984).
- Parler n’est jamais neutre (Éditions de Minuit, 1985).
- Sexes et parentés (Éditions de Minuit, 1987).
- Le Temps de la différence. Pour une révolution pacifique (L.G.F., " Le Livre de poche. Biblio ", 1989).
- Sexes et genres à travers les langues (Grasset, 1990).
- Je, tu, nous. Pour une culture de la différence (Grasset, 1990 ; L.G.F., " Le Livre de poche. Biblio " n°4155, 1992).
- J’aime à toi (Grasset, 1992).
- Être deux (Grasset, 1997).
- Entre Orient et Occident (Grasset, 1999).
- Prières quotidiennes / Everyday prayers (Maisonneuve et Larose / University of Nottingham, 2004).

На русском языке
- Иригарэ Л. Пол, который не единичен // Введение в гендерные исследования Ч. II: Хрестоматия / пер. с англ. З. Баблояна. — Харьков—СПб.: ХЦГИ—Алетейя, 2001. — С. 127—135. — ISBN 5-89329-422-Х.
- Этика полового различия. — М.: Художественный журнал, 2004. — 182 с.

## Критика
Работы Иригарей в числе других известных философов XX века подверглись критике в книге «Интеллектуальные уловки» Ж. Брикмона и А. Сокала. Критика была частью научных войн. В рецензии на книгу биолог Ричард Докинз приводит следующий пример, заимствованный из текста.

В пассаже, напоминающем известное феминистское описание труда Ньютона «Математические начала натуральной философии» (определяемого как «руководство насильника»), Иригарей утверждает, что уравнение Е=mc2 — это «сексистское уравнение». Почему? Потому что оно «ставит скорость света в привилегированное положение по отношению к другим скоростям, в которых мы жизненно заинтересованы».— Р. Докинз, «Разоблачение постмодернизма»

## Признание
Почетный доктор Лондонского университета (2003), Университетского колледжа Лондона (2008).